# Issenheim
Issenheim (prononcé [isənaim]  ; en alsacien : Isena) est une commune française située dans l'aire d'attraction de Mulhouse et faisant partie de la collectivité européenne d'Alsace (circonscription administrative du Haut-Rhin), en région Grand Est.
Cette commune se trouve dans la région historique et culturelle d'Alsace.

## Géographie
Issenheim se situe à une altitude moyenne de 250 m, au pied des collines sous-vosgiennes. Le ban communal s'étend sur une superficie d'environ 816 hectares et la Lauch le traverse d'Ouest en Est.
Le Oberwald est la forêt communale d'Issenheim. Elle s'étend au Sud-Ouest de la commune (de la zone industrielle du Florival, jusqu'à la route départementale 83).

### Communes limitrophes
|                  | Bergholtz |             |
| Guebwiller       | Issenheim | Merxheim    |
| Soultz-Haut-Rhin |           | Raedersheim |

### Villes et villages proches
(Mesure prise à partir de la mairie)
- Guebwiller - 1,3 km
- Bergholtz - 1,6 km
- Soultz-Haut-Rhin - 2,2 km
- Merxheim - 2,6 km
- Raedersheim - 3,5 km
- Buhl - 6 km

### Grandes villes de l'Est proche d'Issenheim

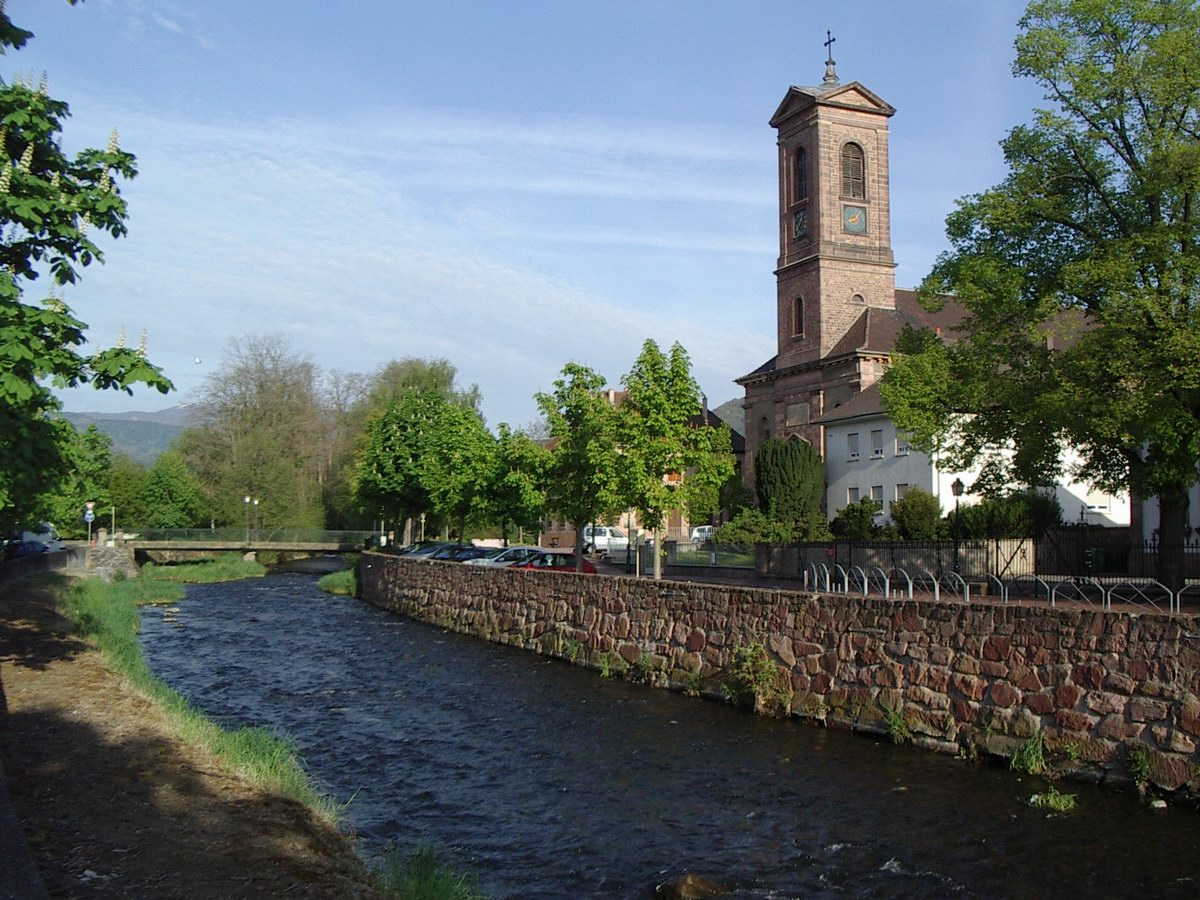
La Lauch passant devant l'église St-André.

(Mesures prises à partir de la mairie)
- Mulhouse - 19 km
- Colmar - 21 km
- Sélestat - 50 km
- Belfort - 50 km
- Strasbourg - 102 km
- Épinal - 108 km

### Lieu-dit
- Pfleck : situé au nord-ouest d'Issenheim.

### Cours d'eau
- La Lauch
- Rimbach
- Schecklenbach
- Lachmattenbach

### Hydrographie

#### Réseau hydrographique
La commune est dans le bassin versant du Rhin au sein du bassin Rhin-Meuse. Elle est drainée par la Lauch, le Rimbach, le Checklenbach et le Lachmattenbach,,.
La Lauch, d'une longueur de 47 km, prend sa source dans la commune de Linthal et se jette  dans l'Ill à Horbourg-Wihr, après avoir traversé 18 communes. Les caractéristiques hydrologiques de la Lauch sont données par la station hydrologique située sur la commune de Guebwiller. Le débit moyen mensuel est de 1,59 m3/s. Le débit moyen journalier maximum est de 29,9 m3/s, atteint lors de la crue du 5 janvier 2018. Le débit instantané maximal est quant à lui de 41 m3/s, atteint le 15 février 1990.

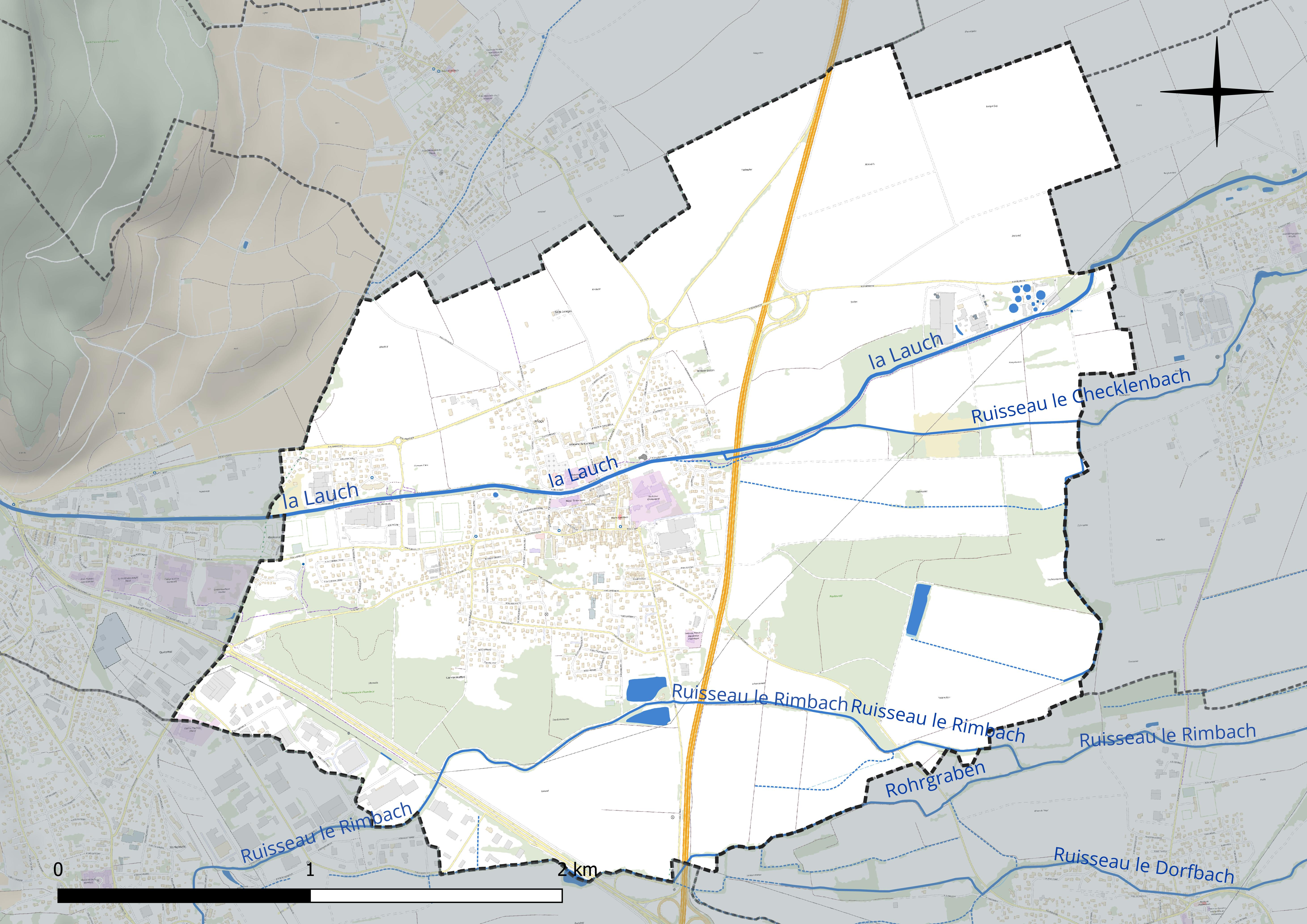
Réseau hydrographique d'Issenheim.

Le Rimbach, d'une longueur de 18 km, prend sa source dans la commune de Soultz-Haut-Rhin et se jette  dans le Lohbach à Ungersheim, après avoir traversé huit communes. 

#### Gestion et qualité des eaux
Le territoire communal est couvert par le schéma d'aménagement et de gestion des eaux (SAGE) « Ill Nappe Rhin ». Ce document de planification concerne la nappe phréatique rhénane, les cours d'eau de la plaine d'Alsace et du piémont oriental du Sundgau, les canaux situés entre l'Ill et le Rhin et les zones humides de la plaine d'Alsace. Le périmètre s’étend sur 3 596 km2. Il a été approuvé le 17 janvier 2005. La structure porteuse de l'élaboration et de la mise en œuvre est la région Grand Est. 
La qualité des cours d’eau peut être consultée sur un site dédié géré par les agences de l’eau et l’Agence française pour la biodiversité. 

### Climat
Pour des articles plus généraux, voir Climat du Grand Est et Climat du Haut-Rhin.
En 2010, le climat de la commune est de type climat des marges montargnardes, selon une étude du Centre national de la recherche scientifique s'appuyant sur une série de données couvrant la période 1971-2000. En 2020, Météo-France publie une typologie des climats de la France métropolitaine dans laquelle la commune est exposée à un climat semi-continental et est dans la région climatique  Vosges, caractérisée par une pluviométrie très élevée (1 500 à 2 000 mm/an) en toutes saisons et un hiver rude (moins de 1 °C). 
Pour la période 1971-2000, la température annuelle moyenne est de 10,2 °C, avec une amplitude thermique annuelle de 17,3 °C. Le cumul annuel moyen de précipitations est de 708 mm, avec 9 jours de précipitations en janvier et 9,4 jours en juillet. Pour la période 1991-2020, la température moyenne annuelle observée sur la station météorologique de Météo-France la plus proche, « Guebwiller », sur la commune de Guebwiller à 3 km à vol d'oiseau, est de 11,4 °C et le cumul annuel moyen de précipitations est de 919,6 mm. 
La température maximale relevée sur cette station est de 39,9 °C, atteinte le 13 août 2003 ; la température minimale est de −16,3 °C, atteinte le 20 décembre 2009,,. 
| Mois                                  | jan.             | fév.           | mars           | avril         | mai             | juin          | jui.          | août           | sep.          | oct.          | nov.            | déc.           | année      |
| ------------------------------------- | ---------------- | -------------- | -------------- | ------------- | --------------- | ------------- | ------------- | -------------- | ------------- | ------------- | --------------- | -------------- | ---------- |
| Température minimale moyenne (°C)     | −0,6             | 0              | 2,6            | 5,9           | 9,9             | 13,3          | 14,9          | 14,6           | 10,9          | 7,3           | 3               | 0,3            | 6,8        |
| Température moyenne (°C)              | 2,4              | 3,7            | 7,2            | 11,2          | 15,3            | 18,7          | 20,5          | 20,3           | 16,1          | 11,5          | 6,3             | 3,2            | 11,4       |
| Température maximale moyenne (°C)     | 5,5              | 7,4            | 11,9           | 16,6          | 20,6            | 24,2          | 26            | 25,9           | 21,2          | 15,7          | 9,5             | 6,1            | 15,9       |
| Record de froid (°C) date du record   | −13,5 02.01.1997 | −14,6 05.02.12 | −12,3 01.03.05 | −3,3 04.04.22 | 0,6 06.05.19    | 4,1 04.06.01  | 7 09.07.1996  | 5,3 28.08.1998 | 2 30.09.1995  | −4,2 24.10.03 | −9,9 23.11.1998 | −16,3 20.12.09 | −16,3 2009 |
| Record de chaleur (°C) date du record | 20,2 01.01.23    | 22,5 25.02.21  | 26,9 31.03.21  | 29,2 22.04.18 | 33,2 29.05.1999 | 37,7 18.06.22 | 37,8 19.07.22 | 39,9 13.08.03  | 34,5 15.09.20 | 31,4 02.10.23 | 23,7 07.11.15   | 20,1 31.12.22  | 39,9 2003  |
| Précipitations (mm)                   | 92,9             | 76,5           | 71,8           | 59,7          | 80,7            | 73,7          | 66            | 70,9           | 59,9          | 80,6          | 76,3            | 110,6          | 919,6      |

| Diagramme climatique                                  |          |             |             |             |              |          |              |              |             |          |             |
| J                                                     | F        | M           | A           | M           | J            | J        | A            | S            | O           | N        | D           |
| 5,5−0,692,9                                           | 7,4076,5 | 11,92,671,8 | 16,65,959,7 | 20,69,980,7 | 24,213,373,7 | 2614,966 | 25,914,670,9 | 21,210,959,9 | 15,77,380,6 | 9,5376,3 | 6,10,3110,6 |
| Moyennes : • Temp. maxi et mini °C • Précipitation mm |          |             |             |             |              |          |              |              |             |          |             |

Les paramètres climatiques de la commune ont été estimés pour le milieu du siècle (2041-2070) selon différents scénarios d'émission de gaz à effet de serre à partir des nouvelles projections climatiques de référence DRIAS-2020. Ils sont consultables sur un site dédié publié par Météo-France en novembre 2022.

## Urbanisme

### Typologie
Au 1er janvier 2024, Issenheim est catégorisée ceinture urbaine, selon la nouvelle grille communale de densité à sept niveaux définie par l'Insee en 2022.
Elle appartient à l'unité urbaine de Guebwiller, une agglomération intra-départementale regroupant huit  communes, dont elle est une commune de la banlieue,,. Par ailleurs la commune fait partie de l'aire d'attraction de Mulhouse, dont elle est une commune de la couronne,. Cette aire, qui regroupe 132 communes, est catégorisée dans les aires de 200 000 à moins de 700 000 habitants,.

### Occupation des sols
L'occupation des sols de la commune, telle qu'elle ressort de la base de données européenne d’occupation biophysique des sols Corine Land Cover (CLC), est marquée par l'importance des territoires agricoles (63,1 % en 2018), en diminution par rapport à 1990 (67,9 %). La répartition détaillée en 2018 est la suivante : 
terres arables (58,9 %), zones urbanisées (19,3 %), forêts (10 %), zones industrielles ou commerciales et réseaux de communication (4,7 %), zones agricoles hétérogènes (4,2 %), espaces verts artificialisés, non agricoles (2,9 %). L'évolution de l’occupation des sols de la commune et de ses infrastructures peut être observée sur les différentes représentations cartographiques du territoire : la carte de Cassini (XVIIIe siècle), la carte d'état-major (1820-1866) et les cartes ou photos aériennes de l'IGN pour la période actuelle (1950 à aujourd'hui).

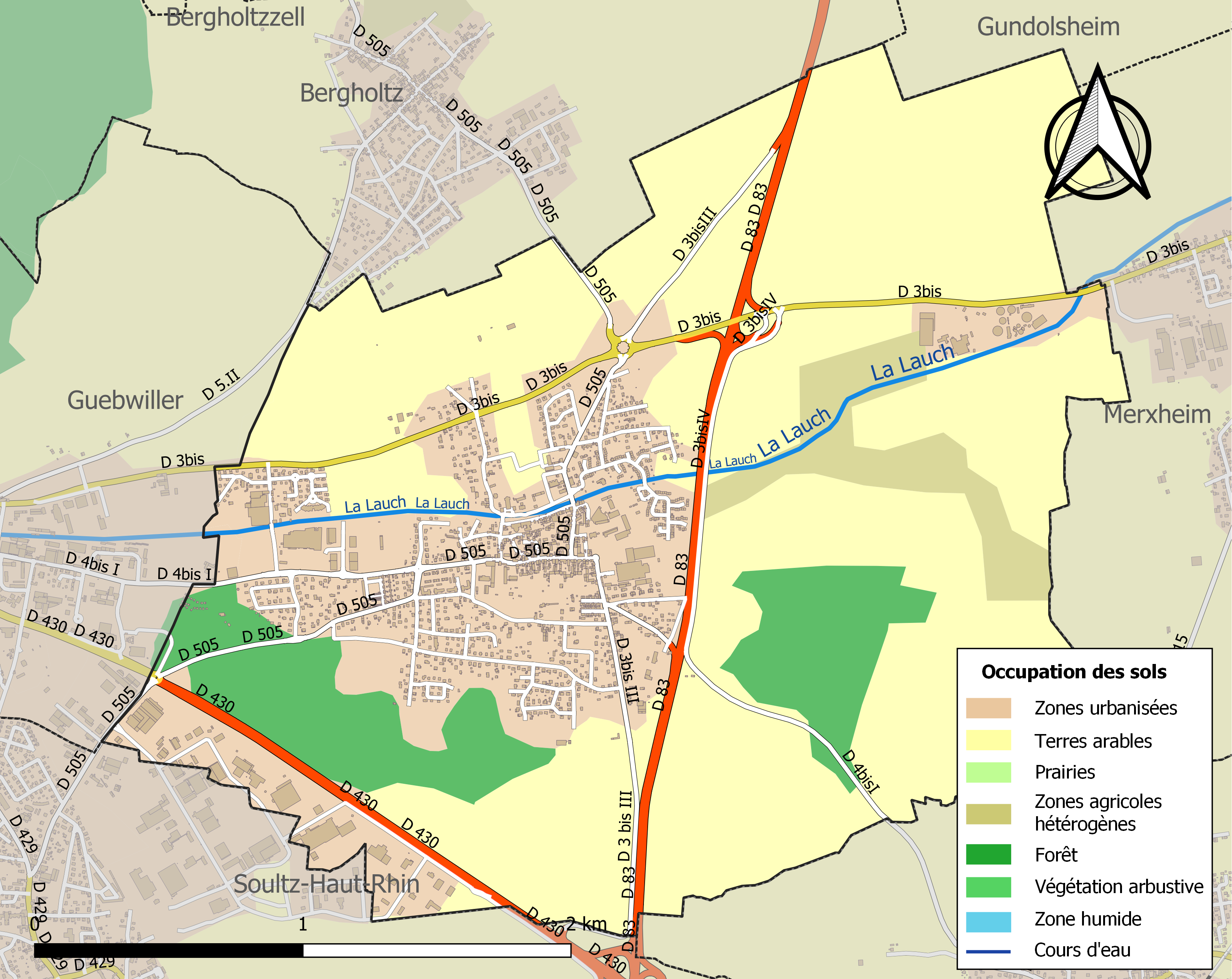
Carte des infrastructures et de l'occupation des sols de la commune en 2018 (CLC).

## Histoire

### Toponymie
En 1135, les archives mentionnent pour la première fois le nom d'Issenheim, sous la forme Ysenheim.
Au fil du temps, son orthographe subit de nombreuses modifications : Isinheim en 1149, Isenheim dès 1196, Isinhen en 1233… jusqu'à Issenheim son écriture actuelle.
L'immémoriale prononciation dialectale alémanique Isena ne justifie aucunement l'utilisation du deuxième "s", qu'un barbarisme orthographique a imposé voici quelque temps déjà. Durant plusieurs siècles d'ailleurs, que ce soit sous la domination autrichienne, française ou allemande, ce nom s'écrivait Isenheim.
L'origine exacte du nom est inconnue.
Dans ses « Légendes du Florival », l'abbé Braun y voit la trace du culte jadis dédié par les Romains à la déesse Isis, c'est-à-dire Isisheim.
Une analogie phonétique avec le mot Eisen (le fer) paraît peu vraisemblable. Jamais un minéral de ce type n'a été découvert dans les proches environs.
Les étymologistes penchent plutôt en faveur du préfixe Iso, un nom d'homme germanique ; suivi du suffixe -heim, signifiant le village. Le village d'Iso en somme.

### Laseigneurie d'Issenheim
Issenheim était autrefois une seigneurie autrichienne possédée en fief par les nobles de Hausen, qui passa au XVe siècle aux Schauenburg. Ces derniers, pendant la guerre qu'ils firent au marquis de Bade, s'emparèrent de trois frères de cette maison et les retinrent prisonniers dans le château d'Issenheim.
En 1639, cette seigneurie fut acquise par Jean de Rosen, colonel suédois, qui eut pour successeur César Pflug, gentilhomme saxon. Le roi la donna en 1659 au cardinal de Mazarin.
Issenheim fut brûlé au cours de la Guerre de Trente Ans ; en 1695 il ne restait que 12 maisons et 50 habitants. Le village avait une commanderie d'Antonins,, dont dépendait le prieuré de Froideval, près de Belfort, celui des Trois-Épis et la maison des chanoines qui desservait l'Église Saint-Étienne de Strasbourg. Ce couvent fut par la suite occupé par les Jésuites qui y ont établi un noviciat.
D'après des titres qui remontent au XIIe siècle, la seigneurie d'Issenheim appartenait primitivement à l'abbaye de Murbach qui l'avait reçue de l'archiduc Albert en échange de la ville de Lucerne, qui y possédait aussi le château d'Ostein. Ce château, qui datait du XIe siècle et qui n'existe plus, a donné son nom à la famille noble Hennemann d'Ostein qui était au XIVe siècle, vassale de l'abbaye de Murbach. Pierre était prince-abbé de Murbach en 1430.
Les Ostein donnèrent à l'évêché de Bâle un prélat, Jean-Henri, qui administra son église de 1628 à 1646. Son petit-neveu Jean Sébastien fut l'heureux père d'une nombreuse postérité dont est sorti Jean-Frédéric Charles, promu archevêque de Mayence en 1743.
Le hameau d'Ostein a été détruit à l'époque des Armagnacs, en 1375, mais n'a entièrement disparu qu'en 1800. Beaucoup de tombes mérovingiennes y ont été trouvées et les coffres en pierre ont servi d'abreuvoir pour le bétail. Une pierre tumulaire rappelant Rudolf d'Ostein décédé en 1594 a été transférée dans l'église du village.

### La Maison Saint-Michel

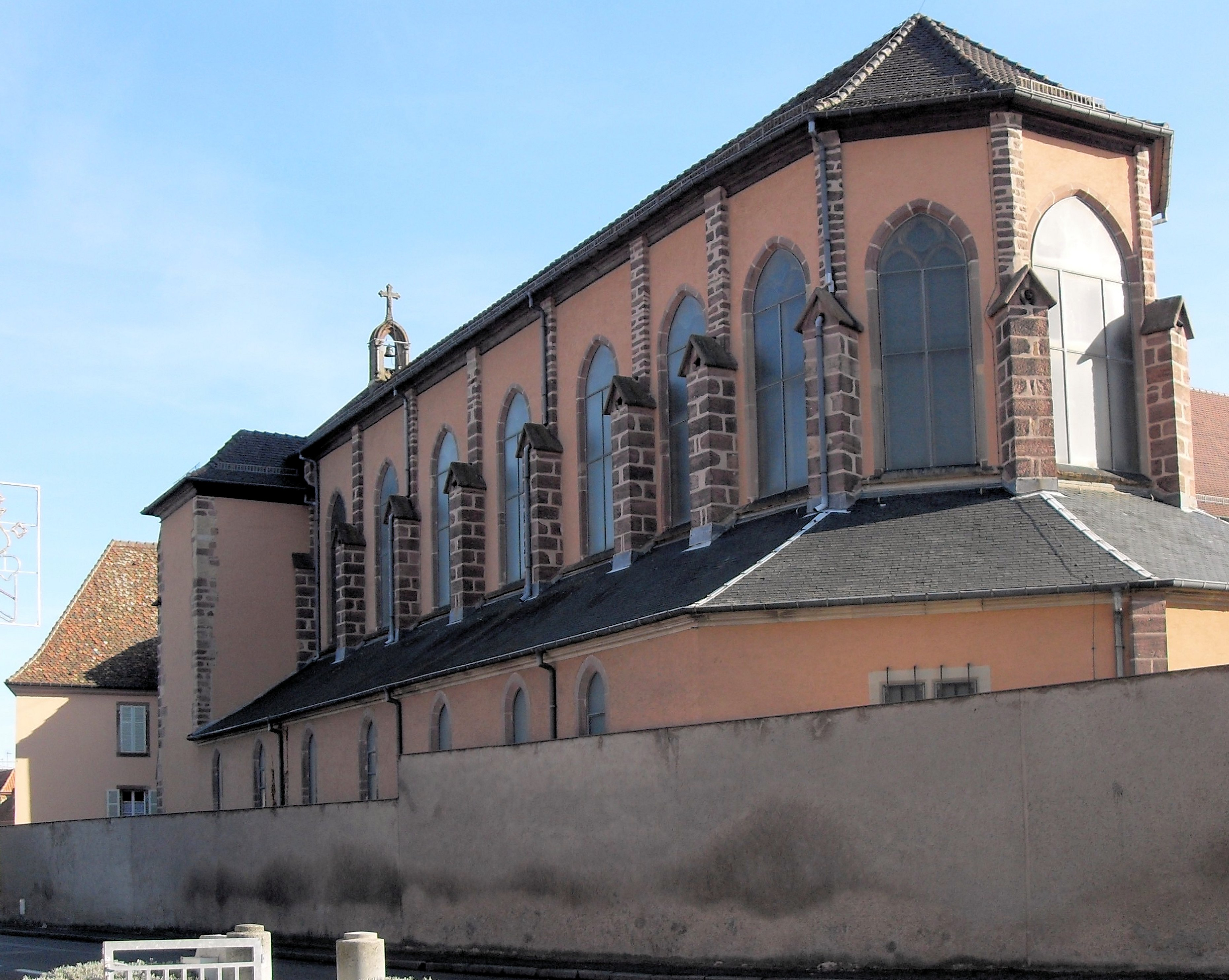
Couvent d'Antonins Saint-Joseph dite maison Saint-Michel.

En 1277 fut fondé à Issenheim un préceptorat de l'ordre de Saint-Antoine, ordre réputé pour traiter le mal des ardents (nommé par la suite « feu de Saint-Antoine ») : cette maladie due à l'ergot de seigle, champignon toxique, était caractérisée par d'intenses brûlures intestinales puis généralisées. Cette spécialité fit la fortune des Antonins d'Issenheim qui couvrirent au XVe siècle le bâtiment d'œuvres d'art (Hans Holbein l'ancien, Martin Schongauer…), dispersées ou détruites par la Révolution et l'incendie de 1831.
La Maison Saint-Michel reconstruite par la suite à son emplacement par les sœurs de la divine providence de Ribeauvillé, conserve le porche de l'ancien couvent, dont une clef de voûte représente Saint-Antoine et une autre Sainte-Véronique. D'autres œuvres, et notamment le retable d'Issenheim de Mathias Grünewald, sont visibles au musée Unterlinden de Colmar.

### Histoire moderne
Issenheim a vécu un temps grâce aux usines textiles,, qui ont créé de nombreux emplois pour les habitants de Issenheim.
C'est le village natal de Georges Spetz : industriel, collectionneur et artiste.
On y retrouve sa villa et on y trouvait jusqu'en 2010 la villa Carpentier de son beau-frère qui a été démolie par le collège Champagnat avec l'accord de la mairie et malgré les différentes propositions d'achat pour y agrandir son parking.

### Héraldique
| Blason d'Issenheim | Les armes d'Issenheim se blasonnent ainsi : « D'or au fer à cheval de sable, un sautoir de même posé en abîme. » |

## Activités
La ville dispose de nombreux clubs et associations sportives. Il y a le club de football, le Tennis de Table Issenheim, le club de danse, etc.

## Politique et administration

### Rattachements administratifs et électoraux

#### Circonscriptions de rattachement
Issenheim appartient à l'arrondissement de Thann-Guebwiller et au canton de Guebwiller depuis le redécoupage cantonal de 2014. Avant cette date, la commune appartenait au canton de Soultz-Haut-Rhin.
Pour l'élection des députés, la commune fait partie de la quatrième circonscription du Haut-Rhin, représentée depuis juin 2017 par Raphaël Schellenberger (LR).

#### Intercommunalité
Issenheim appartient à la communauté de communes de la Région de Guebwiller depuis le 29 novembre 2000, date de sa création. Cette intercommunalité a succédé au Syndicat intercommunal à vocation multiple (SIVOM) de la Région de Guebwiller, créé en août 1962, et transformé en District en juin 1996.
La commune fait aussi partie du Pôle d'équilibre territorial et rural (PETR) du Pays Rhin-Vignoble-Grand Ballon.

### Administration municipale
Le nombre d'habitants au dernier recensement étant compris entre 2 500 et 3 499, le nombre de membres du conseil municipal est de 23.

### Liste des maires
| Période                                  | Période                   | Identité                                 | Étiquette | Qualité                                                                     |
| ---------------------------------------- | ------------------------- | ---------------------------------------- | --------- | --------------------------------------------------------------------------- |
| 1945                                     | mai 1953                  | Henri Koch                               |           |                                                                             |
| mai 1953                                 | mars 1959                 | Robert Friess                            |           |                                                                             |
| mars 1959                                | mars 1971                 | Henri Seiller                            |           |                                                                             |
| mars 1971                                | juin 1995                 | Robert Hasenfratz                        |           | Vice-président du SIVOM de la Région de Guebwiller                          |
| juin 1995                                | octobre 2005              | Albert Reinbold                          | DVD       | Ancien mineur, maire honoraire Démissionnaire pour raisons de santé         |
| 14 octobre 2005                          | En cours (au 31 mai 2020) | Marc Jung Réélu pour le mandat 2020-2026 | DVD       | Géomètre-expert Président de la CC de la Région de Guebwiller (2008 → 2020) |
| Les données manquantes sont à compléter. |                           |                                          |           |                                                                             |

### Finances locales
En 2014, le budget de la commune était constitué ainsi :
- total des produits de fonctionnement : 3 655 000 €, soit 1 041 € par habitant ;
- total des charges de fonctionnement : 2 462 000 €, soit 702 € par habitant ;
- total des ressources d’investissement : 2 369 000 €, soit 675 € par habitant ;
- total des emplois d’investissement : 2 559 000 €, soit 729 € par habitant.
- endettement : 2 993 000 €, soit 853 € par habitant.

Avec les taux de fiscalité suivants :
- taxe d’habitation : 11,58 % ;
- taxe foncière sur les propriétés bâties : 14,53 % ;
- taxe foncière sur les propriétés non bâties : 57,01 % ;
- taxe additionnelle à la taxe foncière sur les propriétés non bâties : 0,00 % ;
- cotisation foncière des entreprises : 0,00 %.

### Jumelages
| Ville | Ville    | Pays | Pays     |
| ----- | -------- | ---- | -------- |
|       | Hainfeld |      | Autriche |

Depuis 1975, la commune est jumelée avec la ville autrichienne de Hainfeld (Basse-Autriche). Elle entretient par ailleurs des liens d'amitié avec la commune allemande de Feldberg (Bade-Wurtemberg).
Enfin, un jumelage avec la commune gardoise de Redessan est en projet.

## Démographie
L'évolution du nombre d'habitants est connue à travers les recensements de la population effectués dans la commune depuis 1793. Pour les communes de moins de 10 000 habitants, une enquête de recensement portant sur toute la population est réalisée tous les cinq ans, les populations de référence des années intermédiaires étant quant à elles estimées par interpolation ou extrapolation. Pour la commune, le premier recensement exhaustif entrant dans le cadre du nouveau dispositif a été réalisé en 2006.

En 2022, la commune comptait 3 534 habitants, en évolution de +3,36 % par rapport à 2016 (Haut-Rhin : +0,66 %, France hors Mayotte : +2,11 %).
| 1793 | 1800 | 1806 | 1821  | 1831  | 1836  | 1841  | 1846  | 1851  |
| ---- | ---- | ---- | ----- | ----- | ----- | ----- | ----- | ----- |
| 748  | 720  | 906  | 1 034 | 1 214 | 1 395 | 1 436 | 1 543 | 1 558 |

| 1856  | 1861  | 1866  | 1871  | 1875  | 1880  | 1885  | 1890  | 1895  |
| ----- | ----- | ----- | ----- | ----- | ----- | ----- | ----- | ----- |
| 1 567 | 1 728 | 1 776 | 1 869 | 1 718 | 1 809 | 1 671 | 1 770 | 1 887 |

| 1900  | 1905  | 1910  | 1921  | 1926  | 1931  | 1936  | 1946  | 1954  |
| ----- | ----- | ----- | ----- | ----- | ----- | ----- | ----- | ----- |
| 1 919 | 1 969 | 1 947 | 1 806 | 1 966 | 1 942 | 1 818 | 1 437 | 1 945 |

| 1962  | 1968  | 1975  | 1982  | 1990  | 1999  | 2006  | 2011  | 2016  |
| ----- | ----- | ----- | ----- | ----- | ----- | ----- | ----- | ----- |
| 1 782 | 1 947 | 2 241 | 2 856 | 2 838 | 3 296 | 3 415 | 3 451 | 3 419 |

| 2021  | 2022  | - | - | - | - | - | - | - |
| ----- | ----- | - | - | - | - | - | - | - |
| 3 491 | 3 534 | - | - | - | - | - | - | - |

## Lieux et monuments
- Filature Gast.

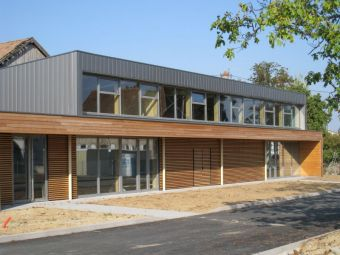
Photo de la nouvelle salle à vocation sportive.

- Église paroissiale Saint-André[41], sa cloche de 1654[42] et son orgue de Joseph Callinet de 1835[43],[44].
- Couvent d'antonins Saint-Joseph (préceptorat) dite maison Saint-Michel[45].
- Vestiges du château d'Issenheim[46], dans le parc de l'institut Champagnat. Il adoptait probablement un plan octogonal[47].
- Vestiges du château d'Ostein.
- Croix monumentales[48].
- Monument aux morts[49].
- Chapelle funéraire de la famille Spetz.
- Salle polyvalente. En 2010 a été inaugurée une nouvelle salle à vocation sportive[50] destinée à accueillir les clubs de tennis de table et de danse. Elle se situe derrière l'école des Châtaigniers et du multi-accueil « La Récré ».

## Enseignement
Issenheim a un collège privé d'enseignement secondaire, « l'Institution Champagnat », une école publique « les Chataîgniers » et deux écoles maternelle « La colombe » et « Fridoline ».

## Activités et développement

### Zone d'Aménagement Concerté
En 2006, le conseil municipal d'Issenheim a décidé de créer une ZAC (Zone d'Aménagement Concerté), la « ZAC des Antoinins », afin de pouvoir maîtriser le développement d'Issenheim.
Le logement, le fonctionnement de la ville, le cadre de vie constituent autant d'enjeux au cœur de ce projet.
L'écologie viendra se mêler à ce projet, pour préserver les écosystèmes existants.

### Réseau routier
Issenheim est desservie par deux voies rapides à proximité : la voie rapide D 83 avec deux sorties (nord-est via le rond-point au nord de la ville et sud-est via l'échangeur D 83/D 430), et la voie rapide D 430 au rond-point du Florival. On rejoint donc assez rapidement les deux autoroutes traversant l'Alsace A35 et A36.
Issenheim est traversée par la route départementale D 5, elle rejoint Soultzmatt à Cernay. Cet axe routier est très fréquenté en journée. La D 5 est l'artère principale de la ville (Rue de Soultz, Rue de Guebwiller à partir du rond-point entre la D 5 et la D 4bis et Rue de Rouffach).

## Personnalités liées à la commune
- Le Prince Albert II de Monaco (1958-), seigneur d'Issenheim[51].
- Georges Spetz (1844-1914), industriel[52], collectionneur et artiste.
- Alphonse Roellinger (1849-1918), chanoine honoraire et abbé de Guebwiller[53].